# Freie Partei Salzburg
Die Freie Partei Salzburg (FPS) war eine österreichische Partei. Sie entstand im Juni 2015 als Abspaltung von der FPÖ. Zur Nationalratswahl 2017 trat die Partei unter dem Namen Freie Liste Österreich an.

## Geschichte
Im Vorfeld der Abspaltung war es zu Konflikten zwischen dem FPÖ-Bundesparteiobmann Heinz-Christian Strache und dem vormaligen Vorsitzenden der Salzburger Landesparteigruppe Karl Schnell gekommen. Am 9. Juni 2015 schloss Strache Schnell sowie den bis dahin als Landesparteiobmann fungierenden Rupert Doppler aus der FPÖ aus. Schnell kommentierte die Auseinandersetzung damit, dass sich Strache in einem Machtrausch befinde, und unterstellte ihm, dass er statt seines Sekretärs Kickl eines Psychologen bedürfe. Fünf der sechs FPÖ-Abgeordneten im Salzburger Landtag, zwei Nationalratsabgeordnete (Rupert Doppler und Gerhard Schmid) sowie ein Bundesrat schlossen sich Schnell an.
Zwischen der FPS und der übrig gebliebenen Salzburger Landesparteigruppe entwickelte sich ein Konflikt um den Parteinamen und die Zuteilung von Förderungen. Per 31. Juli 2015 wurde der FPS die Verwendung des Wortlautes „Freiheitliche“ der Partei gerichtlich verboten, weshalb sie sich seither „Freie Partei Salzburg“ nannte. Schnell kündigte in weiterer Folge die Gründung einer Partei auf Bundesebene an.
Am 1. Oktober 2015 beantragte die FPÖ Konkurs über die FPS, welcher am 11. November 2015 abgelehnt wurde.
Bei der Landtagswahl in Salzburg 2018 scheiterte die Freie Partei Salzburg mit einem Ergebnis von 4,54 % knapp an der 5-%-Hürde und verlor alle ihre 5 Landtagsmandate.
Mit einem Schreiben ans Innenministerium löste sich die Partei im März 2019 freiwillig auf und zahlte rund 210.000 Euro an nicht aufgebrauchter Klubförderung an das Land zurück.

## Freie Liste Österreich
Im Juli 2017 kündigte Schnell an, bundesweit zur Nationalratswahl in Österreich 2017 anzutreten. Dafür waren drei Unterschriften von Nationalrats-Abgeordneten nötig; neben den beiden zum FPS gewechselten FPÖ-Mandataren erhielt Schnell eine Unterschrift von Christoph Hagen aus dem sich auflösenden Team Stronach. Als Name wurde zunächst „Freie Partei Österreich“ kolportiert. Noch im Juli wurde der Name als Freie Liste Österreich – FPS Liste Dr. Karl Schnell, Kurzbezeichnung FLÖ, festgelegt.
Am 7. August 2017 gab die bisherige niederösterreichische FPÖ-Politikerin und ehemalige Kandidatin zur Bundespräsidentenwahl 2010, Barbara Rosenkranz, ihren Austritt und ihre Kandidatur für die FLÖ bekannt. Im August 2017 wechselte auch Martina Schenk vom Team Stronach zur Freien Liste Österreich.
Die Liste erreichte 0,17 % der gültigen Stimmen.